# Palácio República dos Palmares
Der Palácio República dos Palmares ist der Amtssitz des Gouverneurs und der Exekutive im brasilianischen Bundesstaat Alagoas. Der Palast liegt an der Rua Cininati Pinto in der Hauptstadt Maceió.

## Geschichte
Das Gebäude wurde unter der Regierung von Ronaldo Lessa im Jahr 2006 errichtet und eingeweiht. Der Name erinnert an die Geschichte des „Quilombo dos Palmares“ und den als Zumbi von Palmares bekannt gewordenen letzten Anführer des autonomen Königreichs Palmares von entflohenen und frei geborenen Sklaven im heutigen Bundesstaat.
Der vorherige Sitz war der Palácio Floriano Peixoto, heute das Museu Histórico de Alagoas.